# 梅文
梅文（1965年—），湖北省黄梅县人，解放軍海军中将。辽宁号航空母舰首位政委。

## 簡歷
梅文於1985年的普通高等学校招生全国统一考试中未考上大学，而后参加解放军入伍。於参军第二年，梅文考進了中国人民解放军海军大连舰艇学院，历任南海舰队政治部青年科长、南宁舰政委、南海舰队驱逐舰某支队政治部副主任及主任。2012年9月25日，任辽宁号航空母舰首任政治委员。2016年5月，任南海舰队海军潜艇第二基地政委。2017年7月，晋升少将军衔。后任中国人民解放军战略支援部队网络系统部政委。2022年3月，升任东部战区副政委、战区海军政委，晋升中将军衔。